# Trần Vàng Sao
Trần Vàng Sao tên thật là Nguyễn Đính (1941 - 9 tháng 5 năm 2018) , là một nhà thơ Việt Nam.

## Tiểu sử
Trần Vàng Sao tên thật là Nguyễn Đính, sinh năm 1941 (Tân Tỵ) ở Thừa Thiên Huế. Năm 1961 ông thi đỗ tú tài rồi vào Đại học Huế, tham gia các phong trào đấu tranh của sinh viên cùng thế hệ với Hoàng Phủ Ngọc Tường, Trần Quang Long, Ngô Kha. Từ 1965 đến 1970, ông lên chiến khu và công tác tại Ban Tuyên huấn Thành uỷ Huế, viết báo với các bút danh Nguyễn Thiết, Lê Văn Sắc, Trần Sao. Năm 1970 ông được đưa ra miền Bắc an dưỡng, chữa bệnh. Ở nơi đây, ông có viết nhật ký gồm những suy nghĩ của ông về cái gọi là "hậu phương xã hội chủ nghĩa" và sau đó bị tố cáo, đấu tố và cô lập  đến nỗi ông có cảm giác không còn được coi là con người mà đã thành "một con vật, một con chó, theo như Hồi ký "Tôi bị bắt (Nhớ lại những năm tháng tôi bị bắt rồi được thả ra và sống như tù)" sau này của ông.
Sau khi Việt Nam thống nhất (tháng 4 năm 1975), Trần Vàng Sao xung phong về quê công tác nhưng không được chấp nhận; ông tự trở lại Huế làm liên lạc ở xã, sau đó được bố trí công tác tại Phòng Văn hóa thành phố Huế rồi được điều về làm liên lạc ở xã Hương Lưu (nay là phường Vỹ Dạ), Huế cho đến khi nghỉ hưu năm 1984. Ông sống tại thành phố Huế và mất hồi 14h45 phút ngày 09/5/2018.
Ông hầu như không cho xuất bản thơ nhưng vẫn nổi tiếng với "Bài thơ của một người yêu nước mình" ký bút danh Trần Vàng Sao sáng tác tháng 12 năm 1967 và được chọn trong 100 bài thơ xuất sắc nhất Việt Nam thế kỷ 20. 
Theo nhà phê bình văn học Đặng Tiến hiện định cư ở Pháp: Năm 1993 nhà xuất bản Tân Thư (California, Hoa Kỳ) in tập Bài thơ của một người yêu nước mình của nhà thơ Trần Vàng Sao.
Năm 2008, Nhà xuất bản Giấy Vụn đã cho in tập thơ Bài thơ của một người yêu nước mình của ông .
Tháng 8/2020 tập thơ Bài thơ của một người yêu nước mình của nhà thơ Trần Vàng Sao được Nhà xuất bản Hội Nhà văn và Công ty Văn hóa và Truyền thông Nhã Nam hợp tác xuất bản. Ngày 12/11/2021, tập thơ được trao thưởng Giải thưởng sách Quốc gia 2021.

## Tác phẩm
- Hồi ký Tôi bị bắt (1976)
- Cương lĩnh chính trị diễn ca
- Bài thơ của một người yêu nước mình (19-12-1967)
- Người đàn ông 43 tuổi nói về mình (1984)
- Buổi trưa giữa đường tôi ngồi núp mưa (1990)